# سوسادی-ابالاک
سوسادی-ابالاک (انگلیسی: Susady-Ebalak) یک شهرک در شهرستان یانائولسکی استان باشقیرستان کشور روسیه است.